# Jerry West
Jerry Alan West (* 28. Mai 1938 in Chelyan, West Virginia; † 12. Juni 2024 in Los Angeles, Kalifornien) war ein US-amerikanischer Basketballspieler, -trainer und -funktionär. Er spielte zwischen 1960 und 1974 für die Los Angeles Lakers in der US-Profiliga NBA. Das NBA-Logo ist der Silhouette von West nachempfunden, weswegen er auch „The Logo“ genannt wird.

## Karriere

### Als Spieler
Von 1956 bis 1960 spielte West an der West Virginia University, wo er im vorletzten Jahr ('59) als „Bester Spieler des Final Four Turniers“ ausgezeichnet wurde, nachdem sein Team bis ins Finale der NCAA Division I Basketball Championship kam. Nach seinem Abschluss 1960 spielte er für die US-Basketballnationalmannschaft bei den Olympischen Spielen in Rom und gewann die Gold-Medaille. Anschließend wechselte er in die NBA, nachdem ihn die Los Angeles Lakers im NBA-Draft 1960 an zweiter Stelle auswählten.

#### NBA
Bei den Lakers bildete West lange Jahre ein außergewöhnliches Duo mit Forward Elgin Baylor. Bis 1969 standen die von West und Baylor geführten Lakers fünfmal in den Finals den Boston Celtics um Bill Russell gegenüber und verloren jedes Mal. Selbst der 1968 verpflichtete Wilt Chamberlain konnte das Blatt nicht zugunsten der Lakers wenden. 1970 unterlagen die Lakers erneut in den Finals, diesmal gegen die New York Knicks. Zwei Jahre später gelang die Revanche, und Jerry West gewann seine erste und einzige Meisterschaft. Immer wieder haderte West mit sich und fühlte sich selbst häufig als der „größte Verlierer“. 1969 wurde er, nach einer weiteren Niederlage, als Finals-MVP ausgezeichnet: das erste und letzte Mal in der Geschichte der NBA, dass einem Spieler der Verlierermannschaft diese Ehre zuteilwurde.

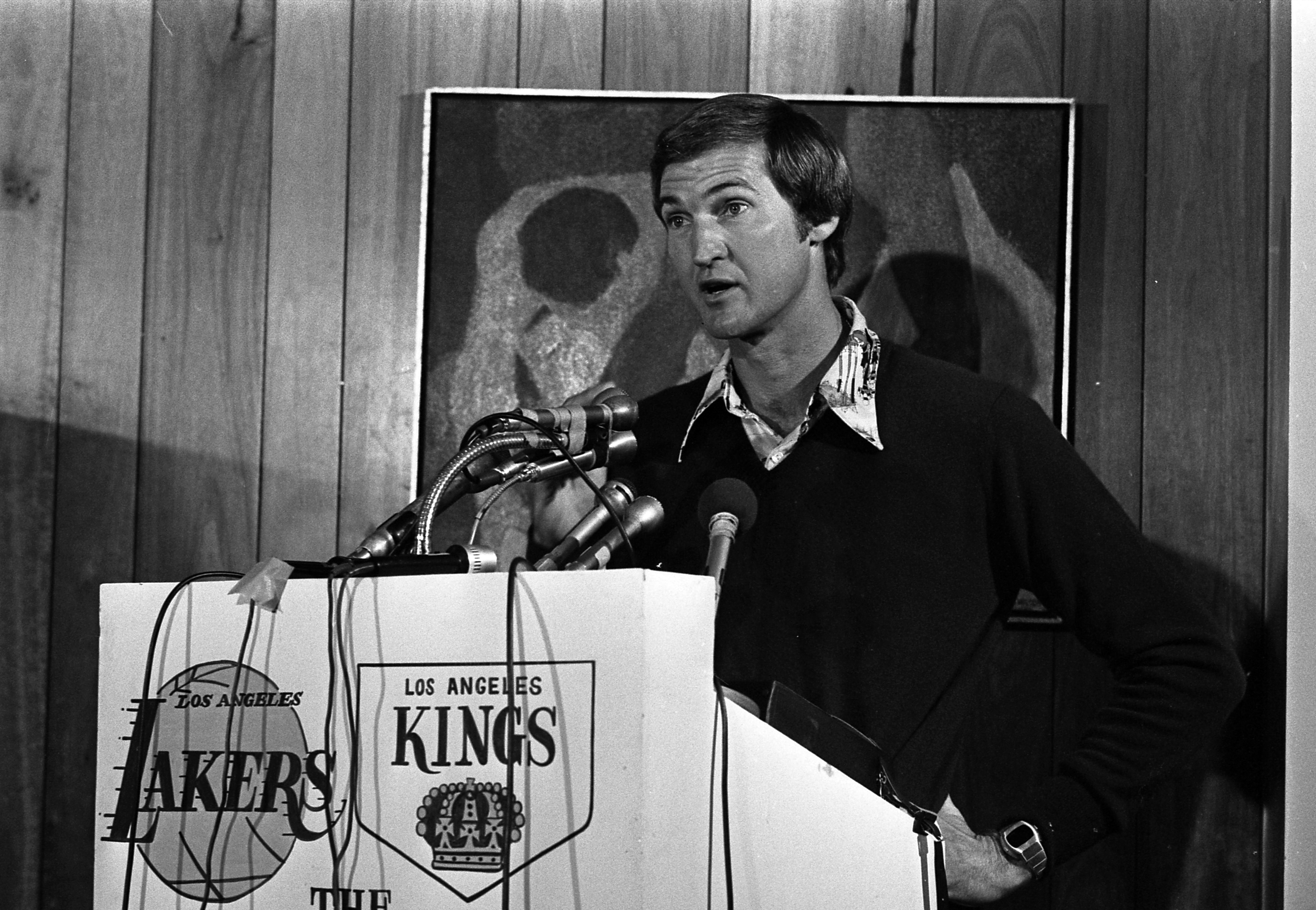
Jerry West bei der Bekanntgabe seines Karriereendes

Nach einer weiteren Finalniederlage 1973 und einem frühen Playoff-Aus im Jahr darauf trat West 1974 zurück. Mit 25.000 erzielten Punkten war er bis 2010, als Kobe Bryant ihn überholte, der beste Scorer in der Vereinsgeschichte der Lakers. Seine Rückennummer, die „44“, wurde von den Lakers zurückgezogen und wird nicht mehr vergeben. Bis 1980 galten West und Oscar Robertson als die beiden besten Guards der NBA-Geschichte. Da West nie die Auszeichnung zum MVP gewann, bezeichneten ihn viele als den besten „Nicht-MVP“ der NBA-Geschichte.

### Als Trainer
Nach seiner aktiven Karriere wurde Jerry West Trainer bei den Los Angeles Lakers. Nach drei mäßig erfolgreichen Jahren (1976 bis 1979) wechselte er ins Management des Vereins. Ab 1982 war er General Manager der Lakers und galt vielen in der NBA als der beste seines Faches. Er zeichnete 1996 für den Trade von Vlade Divac gegen das Highschool-Talent Kobe Bryant sowie die Verpflichtung von Starcenter Shaquille O’Neal verantwortlich, die zusammen zwischen 2000 und 2002 drei Titel in Folge gewannen.
2001 verließ West die Lakers und heuerte 2002 bei den Memphis Grizzlies an. Dort war er bis Juni 2007 Generalmanager, bevor er diesen Posten an Chris Wallace abgab. Er bekleidete jedoch weiterhin den Posten des „President of Basketball Operations“.
Im Jahr 2011 wurde West Mitglied im Vorstand der Golden State Warriors. Ab 2017 war er Mitglied im Vorstand der Los Angeles Clippers.
Als Funktionär wurde er zweimal mit dem NBA Executive of the Year Award ausgezeichnet und 2024 als Förderer zum insgesamt dritten Mal Mitglied der Hall of Fame.
Jerry West starb am 12. Juni 2024 in der kalifornischen Metropole Los Angeles im Alter von 86 Jahren.